# August de Wilde (portretschilder)

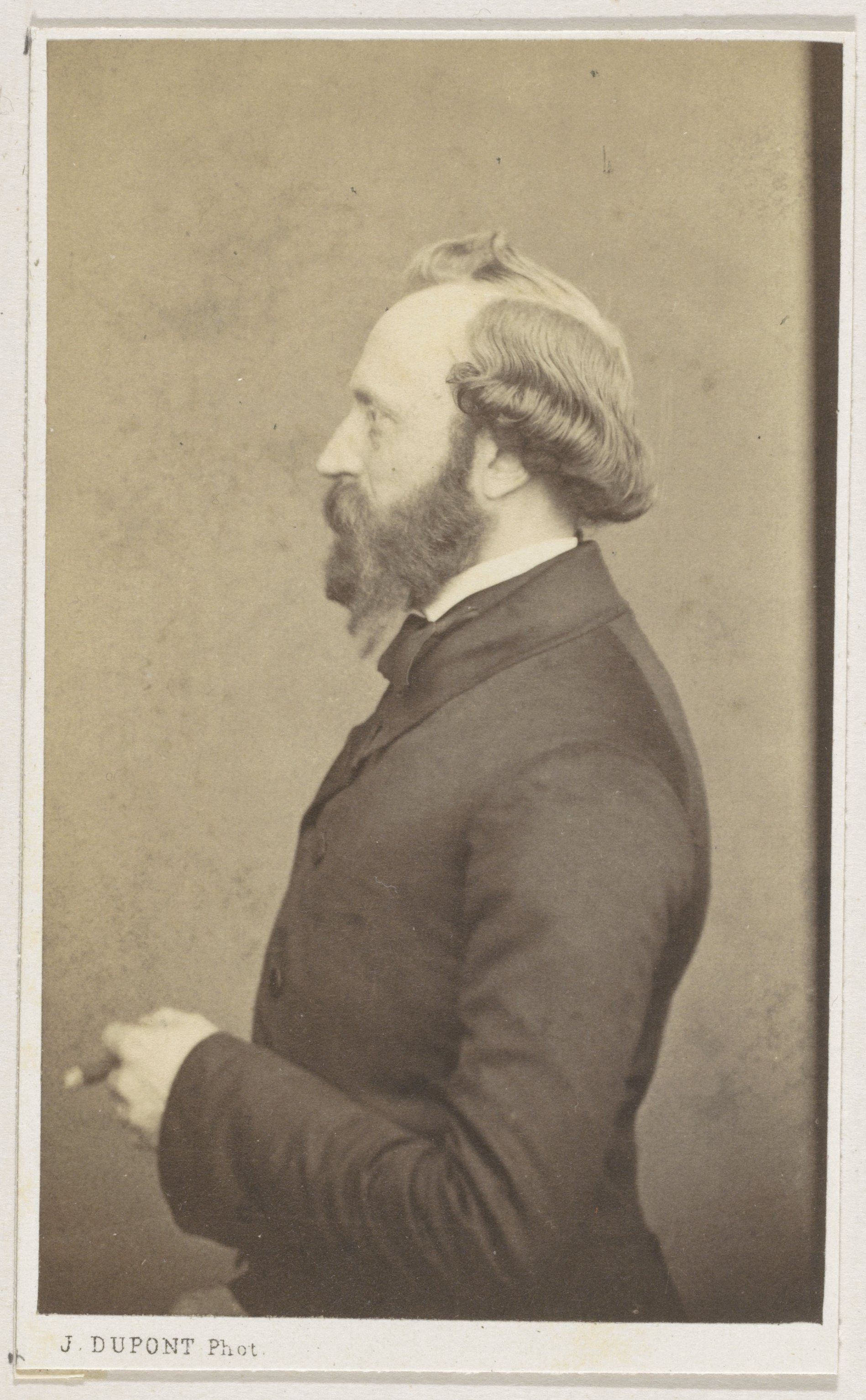
Foto

August de Wilde (Lokeren, 2 juni 1819 - Sint-Niklaas, 7 oktober 1886 was een Belgisch portretschilder, actief in Sint-Niklaas.
De Wilde portretteerde verschillende leden uit de Sint-Niklase burgerij en lokale politici. Verschillende van zijn werken worden in het SteM bewaard. Tussen 1851-1886 was hij directeur van de Stedelijke Academie voor Schone Kunsten.

## Galerij

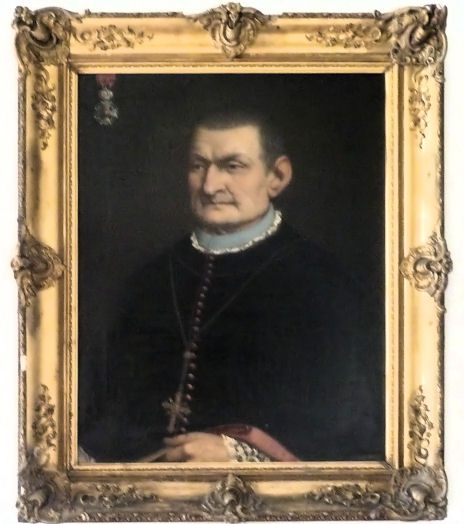
Portret van Kan. Willems, Superior. Diocesene verzameling SJKS
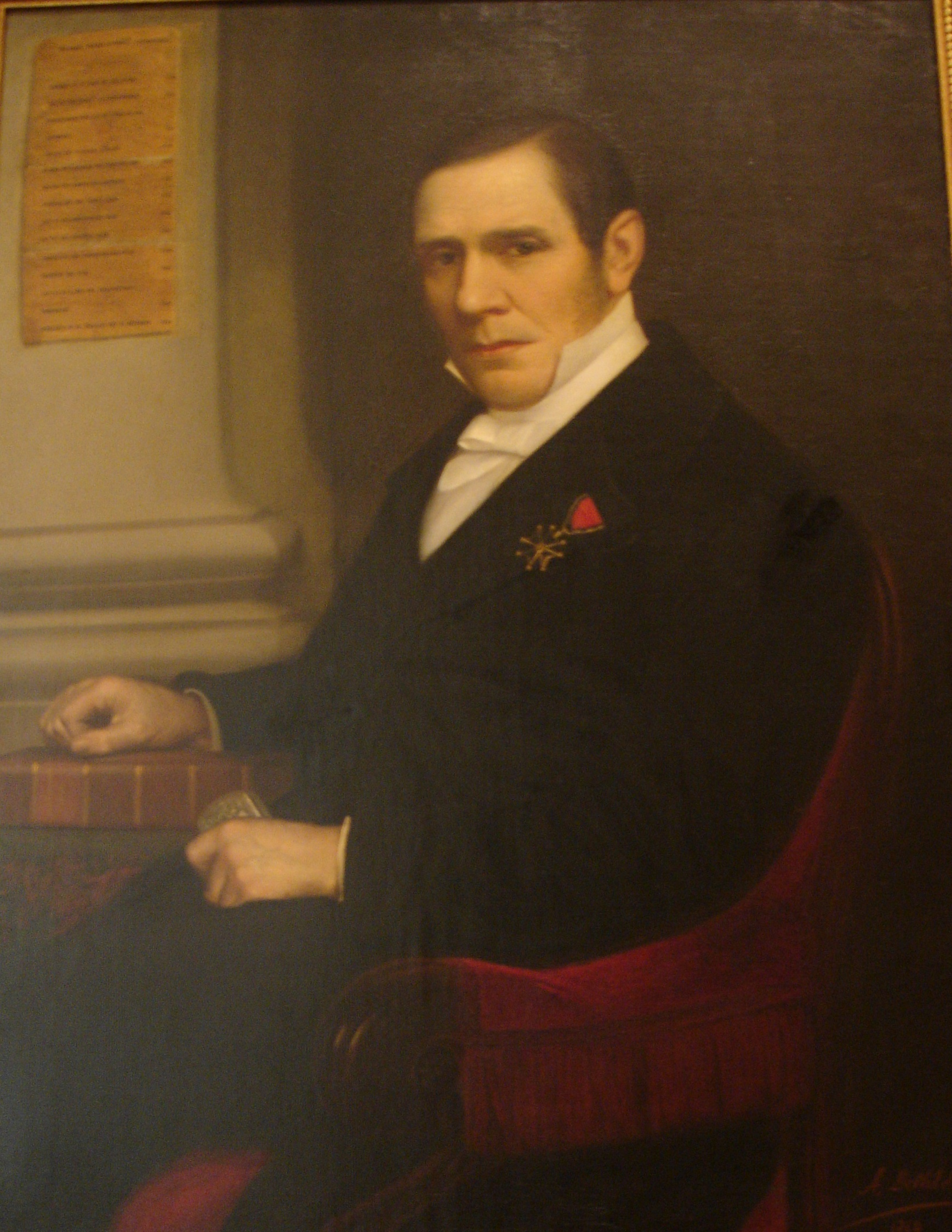
Petrus Verwilghen-Hemelaer
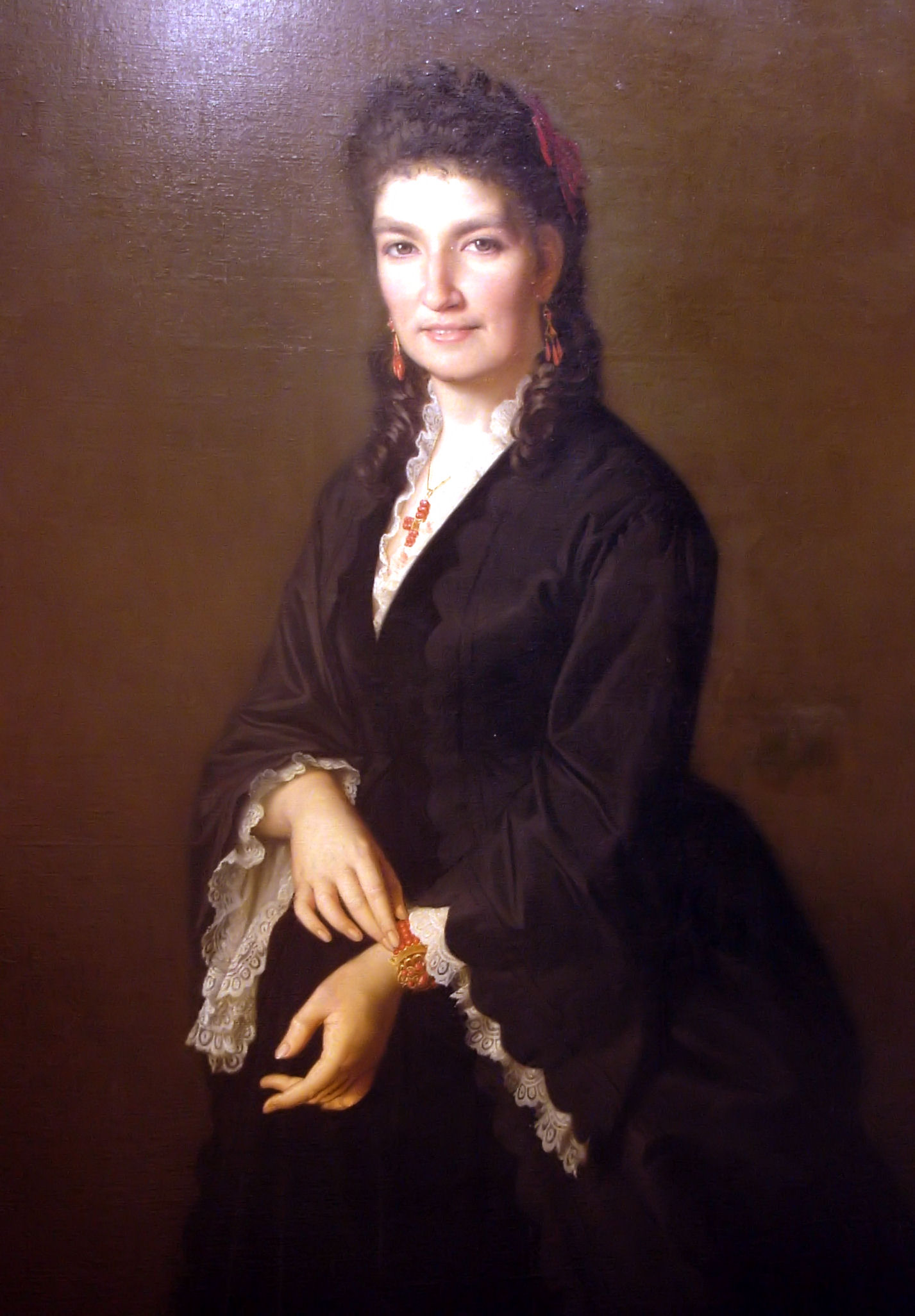
Caecilia Lescornez - Van Eyck, tante van Edmond Meert
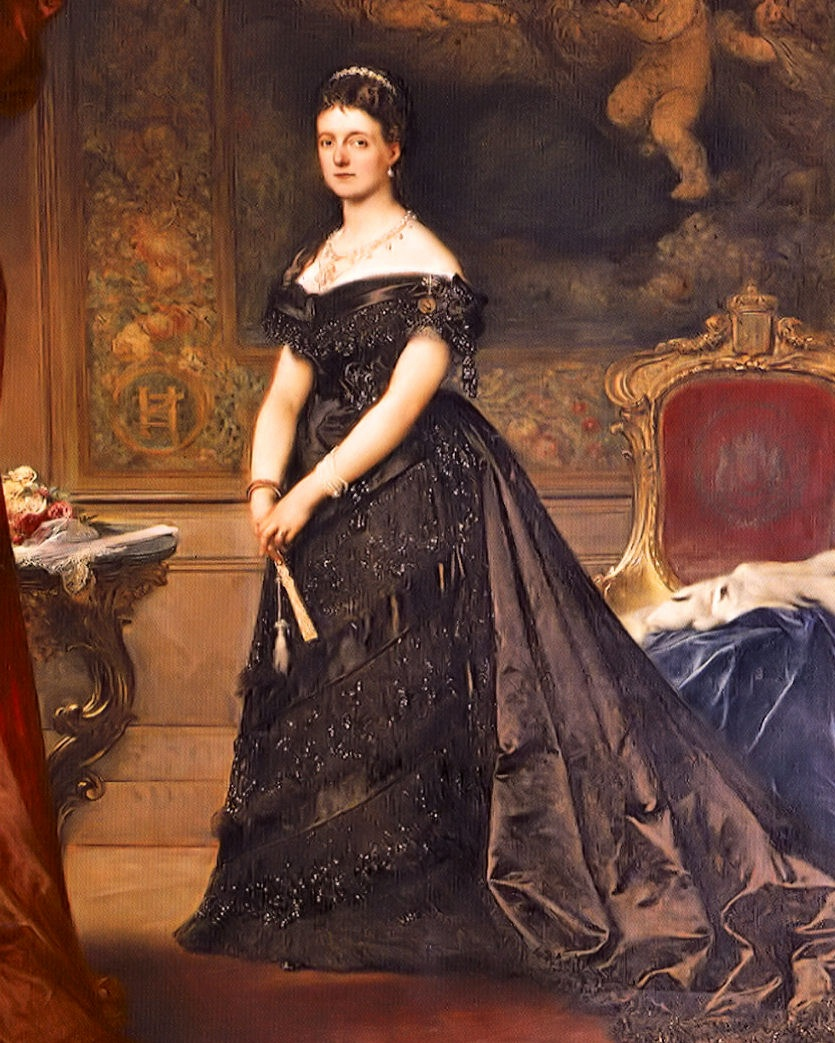
Portret van koningin Maria Hendrika.